# Mühlstedt
Mühlstedt is een plaats en voormalige gemeente. De plaats maakt deel uit van de Duitse gemeente Dessau-Roßlau, deelstaat Saksen-Anhalt, en telt 189 inwoners (31-12-2009).